# لغة إشارة

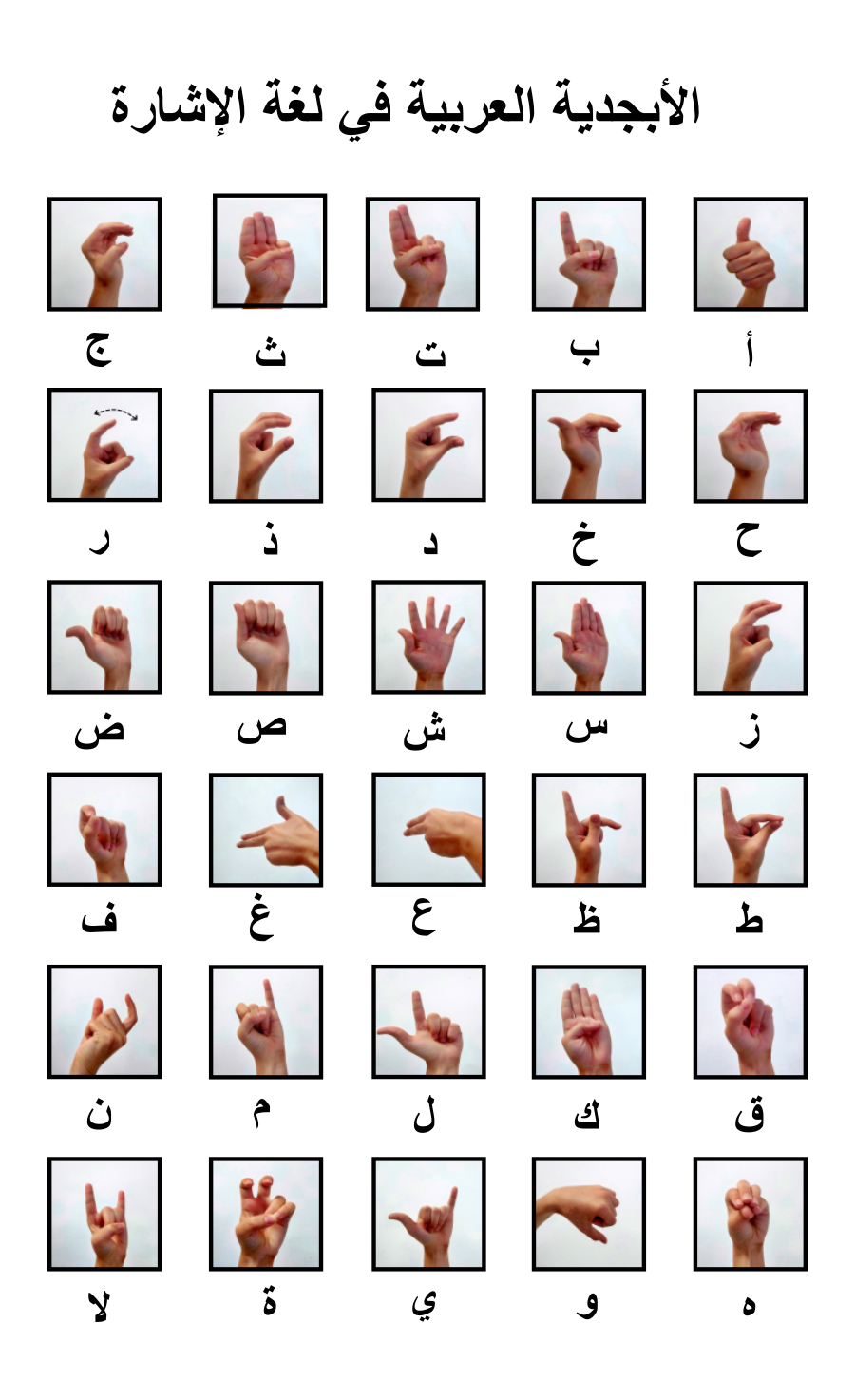
الأبجدية العربية بلغة الإشارة.

لغة الإشارة هو مصطلح يطلق على وسيلة التواصل غير الصوتية التي يستخدمها ذوو الاحتياجات الخاصة سمعياً (الصم) أو صوتيا (البكم)، رغم أن هنالك ممارسات أخرى يمكن تصنيفها ضمن مستويات التخاطب الإشاري مثل إشارات الغواصين وبعض الإشارات الخاصة لدى بعض القوات الشرطية أو العسكرية أو حتى بين أفراد المنظمات السرية والعصابات الإجرامية وغيرها وهي تستخدم:
- حركات اليدين: كالأصابع لتوضيح الأرقام والحروف.
- تعابير الوجه : لنقل المشاعر والميول. وتقترن بحركات الأيدى لتعطي تراكيب للعديد من المعاني.
- حركات الشفاة: وهي مرحلة متطورة من قوة الملاحظة إذ يقرأ الأصم الكلمات من الشفاة مباشرة.
- حركة الجسم : كوضع بعض الإشارات على الأكتاف أو قمة وجوانب الرأس أو الصدر والبطن في استعمال إيحائي لتوضيح الرغبات والمعاني وذلك بشكل عام للتعبير عن الذات، وهي تختلف من بلد إلى آخر.

## تاريخ لغة الإشارة
التاريخُ الموثقُ للغةُ الإشارةِ في المجتمعاتِ الغربيةِ يمتدُ منذُ القرنِ السادسَ عشرْ باعتبارهِ طريقةً للتواصلِ، وتتألفُ لغةُ الإشارةِ منْ مجموعةٍ منَ الإشاراتِ التقليديةِ تتمثلْ في الإشارةِ بالأيدي أو التهجئةِ باستخدامِ الأصابعِ، بالإضافةِ إلى استخدامِ اليدينِ لتمثيلِ الحروفِ الأبجديةِ، ويُشارُ إلى أنَّ الإشاراتِ عادةً تكونُ جملاً كاملةً وليسَ كلماتٍ فقطٍ.
إنَّ معظمَ لغاتِ الإشارةِ لغاتٌ طبيعيةٌ، تختلفُ في البناءِ فتكونُ شفهيةً قريبةً لهمْ، فتُستخدمُ منْ قِبلِ الصمِّ للتواصلِ.

### تطورُ لغةِ الإشارةِ
تواجدتْ لغةُ الإشارةِ منذْ أنْ تواجدَ الصمُّ في العالمِ، حيثُ بدأتْ لغةُ الإشارةِ في  القرنِ السابعِ عشرَ في إسبانيا (مدريد في العام 1620م)، نشرَ (حزقيال بابلو بونت) مقالةً بالإسبانيةِ بعنوانِ (اختصارُ الرسائلِ والفنِّ لتعليمِ البكمِ الكلامَ)، فاعتُبرَ هذا  أولُ وسيلةٍ للتعاملِ معَ علمِ الأصواتِ، ومعالجةِ صعوباتِ النطقِ. كما أنها أصبحتْ وسيلةً للتعليمِ الشفهيِّ للأطفالِ الصمِّ بحركاتِ الأيديَ، والتي تمثلُ أشكالَ الأحرفِ الأبجديةِ؛ لِتسهيلِ التواصلِ معَ الآخرينَ.
ومنْ خلالِ أبجدياتِ (بونيت)؛ قامَ الأطفالُ الصمُّ في مدرسةِ (تشارلز ميشيل ديليبي) باستعارةِ تلكَ الأحرفِ، وتكييفها بما يعرفُ الآنَ دليلُ الأبجديةِ الفرنسيةِ للصمِّ، وقدْ نُشرَ دليلُ الأبجديةِ الفرنسيةِ في القرنِ الثامنِ عشرَ، ثمِّ وصلَ حتى زمننا الحاضرِ بدونِ تغييرٍ.
لقدْ استُخدمتْ لغةُ الإشارةِ الموحدةِ في تعليمِ الصمِّ في إسبانيا وإيطاليا منذُ القرنِ السابعَ عشرَ، وفي فرنسا منذُ القرنِ الثامنَ عشرَ، استُخدمتْ لغةُ الإشارةِ الفرنسيةِ القديمةِ في مجتمعاتِ الصمِّ في باريسَ قبلَ فترةٍ طويلةٍ منْ قدومِ (آبي تشارلز ديليبي)، الذي بدأَ بتدريسِ الصمِّ، ومعَ ذلكَ فإنِّهُ قدْ تعلمَ اللغةَ منَ الصمِّ الموجودينَ هناك، ثمَّ قامَ بإدخالِ واعتمادِ لغةِ الإشارةِ الفرنسيةِ التي تعلمها وعدلها في مدرستهِ، فظهرتْ على غرارِ لغةِ الإشارةِ الطبيعيةِ، والتي تستخدمُ في ثقافاتِ الصمِّ في منطقتِهمُ الأصليةِ، وغالبًا معَ إضافاتٍ لإظهارِ جوانبَ نحويةٍ للغةِ الشفويةِ المحليةِ.
وفي العامِ 1755م أنشأَ آبي أولَ مدرسةٍ عامةٍ للأطفالِ الصمِّ في باريسَ، استندتْ دروسُه على ملاحظاتِه للصمِّ وهمْ يؤشرونَ بأيديهمْ في شوارعِ باريسَ، معَ القواعدَ الفرنسيةِ، حتى تطورتْ لتصبحَ لغةَ إشارةٍ فرنسيةٍ.
توجهَ (لوران كليرك - خريج ومدرس سابق في باريس) برفقةِ (توماس هوبكنز قالودينت) للولاياتِ المتحدةِ لإنشاءِ مدرسةٍ أمريكيةٍ للصمِّ في مدينةِ هاردفوردٍ. وقدْ أُنشأتِ المدرسةُ الثامنةَ عشرةَ للصمِّ في هاردفوردٍ في ولايةِ كونيتيكتِ، وتلتها مدارسُ أخرى. وفي 1817م أنشأَ ايضًا كليرك وقالودينت مقرًا تعليميًّا أمريكيًّا للصمِّ والبكمِ، تلكَ التي يطلقُ عليها حاليًا المدرسةُ الأمريكيةُ للصمِّ. ثمَّ في عامِ 1864م تأسستْ كليةٌ للصمِّ في مدينةِ واشنطن. وتمتْ الموافقةُ عليها فعليًا، وتمكينها منْ قِبلِ الرئيسِ (ابراهام لينكون) فأطلقَ عليها: (كليةُ الصمِّ والبكمِ الوطنيةِ)، وغيِّرَ مسماها في 1894م إلى (كليةِ قالودينت)، ومن ثم (جامعة غالوديت) في العامِ 1986م.
- رسوماتٌ منْ مقالةِ بونيت - اختصارَ الرسائلِ والفنِّ لتعليمِ البكمِ الكلامَ. توضحُ لغةَ الإشارةِ للأحرفِ الأبجديةِ.

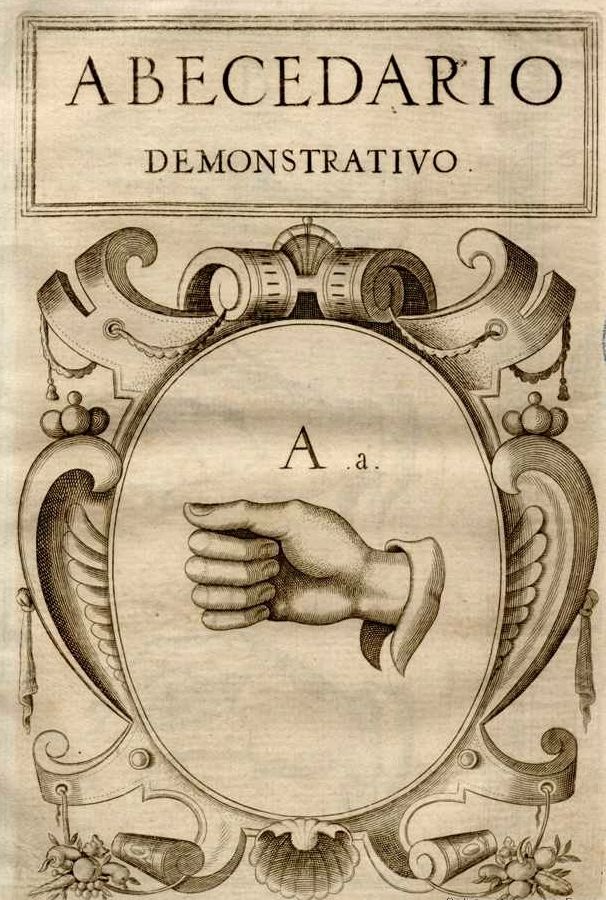
A.
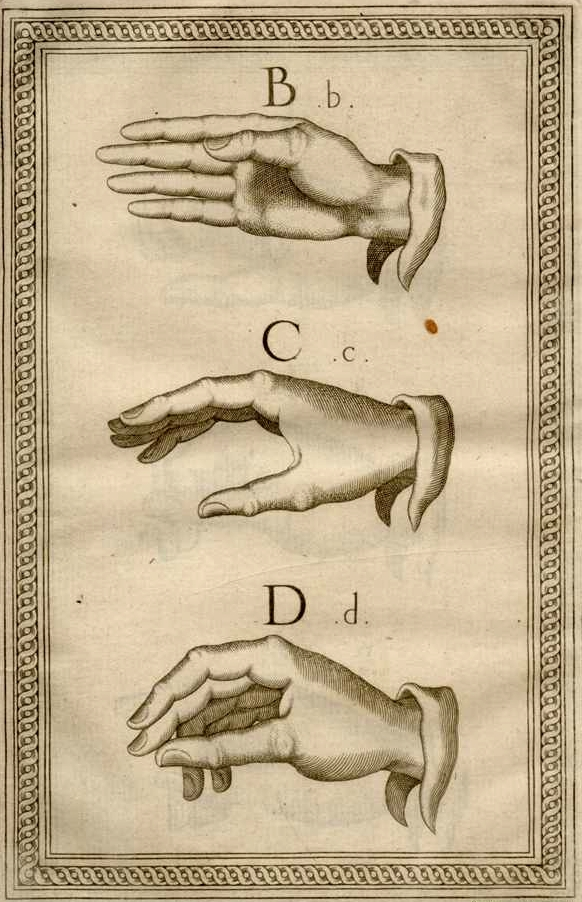
B، C، D.
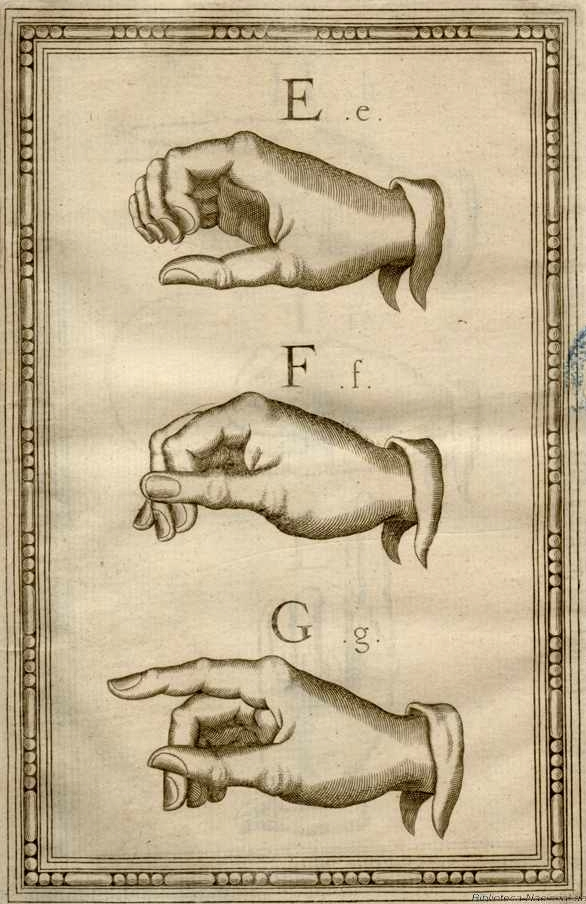
E، F، G.
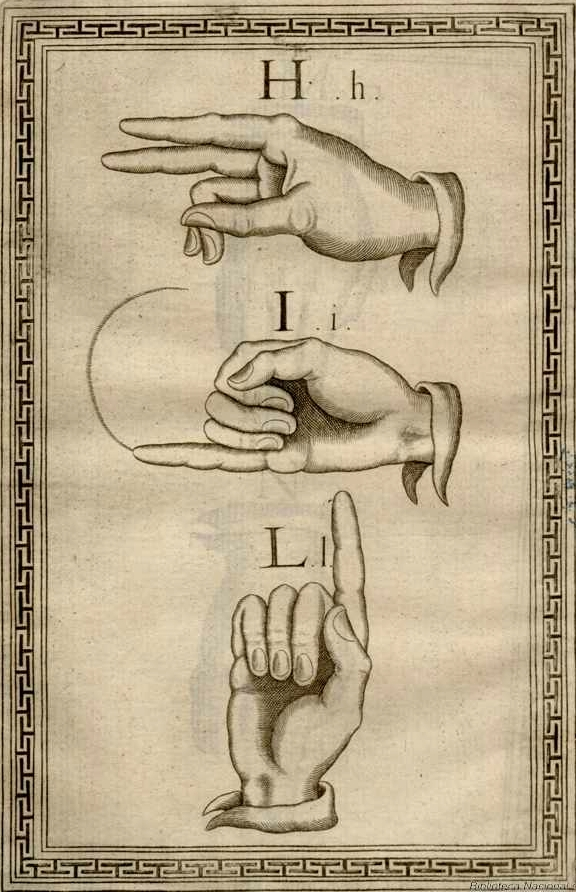
H، I، L.
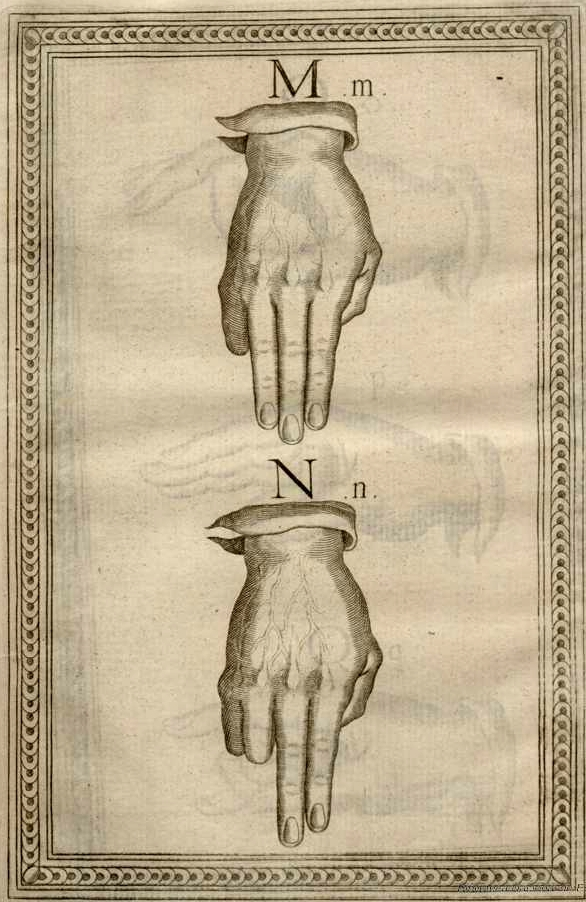
M، N.
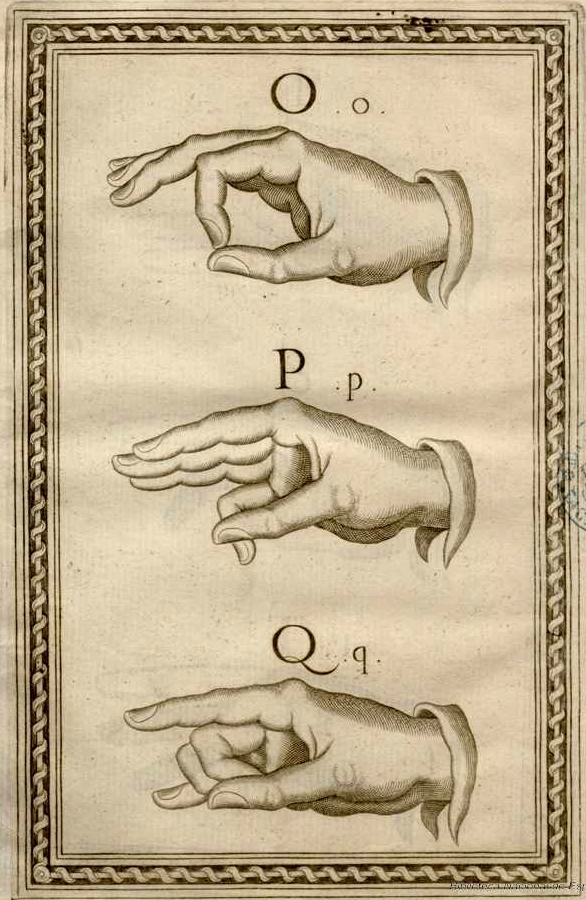
O، P، Q.
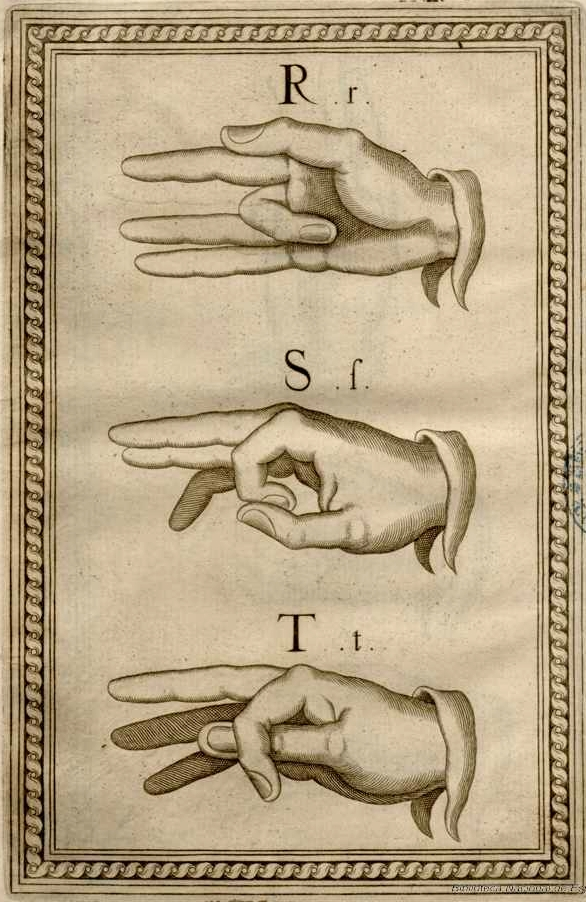
R، S، T.
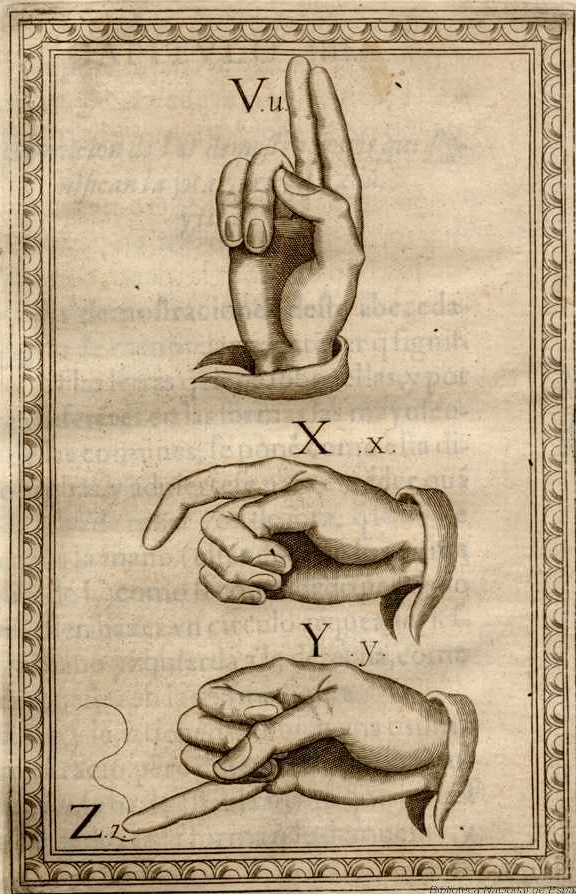
V، X، Y، Z.

## رعاة لغة الإشارة
توجد هيئات تقوم على وضع مقاييس لتوحيد هذه اللغة في كل بلد وبين البلدان المختلفة وعلى سبيل المثال:
- مدارس الشمس الأهلية بالمملكة العربية السعودية أول مدرسة خاصة تقوم بإدخال لغة الإشارة كمادة تدريسية يتم تدريسها للطلاب الأسوياء.
- الجمعية القومية السودانية لرعاية وتاهيل الصم إحدى أقدم الجمعيات الطوعية لرعاية وتأهيل الصم في السودان والوطن العربي، تأسست في البدء تحت اسم جمعية الأمل عام 1969 بواسطة الدكتور طه طلعت أخصائي طب الأنف والأذن والحنجرة، وانبثق من هذه الجمعية أول تجربة لمسرح الصم برعاية المسرحي والمخرج السوداني عبد الحكيم الطاهر.
- المؤسسة المصرية لحقوق الصم ومترجمي لغة الإشارة: تقوم بدورات لتعليم المتحدثين وموظفي الحكومة المصرية والمحامين وآخرين لغة الإشارة المصرية. تعمل كذلك أن تكون نواة نقابة لمترجمي لغة الإشارة في مصر.

## الارتباطات الخارجية
- تاريخ لغة الإشارة في الولايات المتحدة (المدرسة الأمريكية للصم على الإنترنت).
- المعهد الوطني الملكي للصم الناس (لغة الإشارة في المملكة المتحدة).
- «درس التاريخ لغة الإشارة الأمريكية» (ASL)
- بابلو بونيت، ج. دي (1620) المكتبة الرقمية (Hispánica) (BNE).